# Арсенн, Луи Шарль
Луи Шарль Арсенн (фр. Louis-Charles Arsenne; 13 декабря 1780, Париж — 4 августа 1855 или 3 августа 1855, Париж) — французский художник-портретист.

## Биография
Впервые выставил несколько портретов своей работы на Парижском салоне 1822 года, и в дальнейшем регулярно выставлялся на Салоне вплоть до 1849 года, на протяжении более 25 лет. Выполнил ряд портретов известных деятелей, в том числе портрет наполеоновского военачальника Луи Лепика, французского героя битвы при Прейсиш-Эйлау. Также писал и выставлял на салоне картины на сюжеты из античной мифологии (например, в 1824 году выставил картину «Психея»).
Арсенн был также известен как мастер религиозной живописи. В этом качестве он нередко писал по заказам французских католических церквей. Известны, в частности, следующие полотна кисти Арсенна на религиозные сюжеты: «Иисус на горе Елеонской» (1827, церковь Сен-Поль, Йер), «Святой Пётр» (1828, приходская церковь в Бедуэне), «Святой Людовик, вернувшийся из Крестового похода» (1840, церковь Сен-Луи (Святого Людовика), Йер), «Жёны-мироносицы» (1843, приходская церковь Кюэра; картина утрачена), «Обретение Святой императрицей Еленой Животворящего креста» (1849, приходская церковь Пьерфё-дю-Вара).
Поскольку большинство работ Арсенна были выполнены для церквей департамента Вар, можно предположить, что по меньшей мере со второй половины 1820-х годов он был тесно связан с этой местностью, возможно, проживал там, но продолжал время от времени отсылать свои картины на выставки в Париж.
В 1833 году Арсенн попробовал себя в качестве теоретика живописи, издав «Manuel du peintre et du sculpteur» («Справочник для живописцев и скульпторов»).
Скончался в 1855 году, вероятно, в Париже.

## Галерея

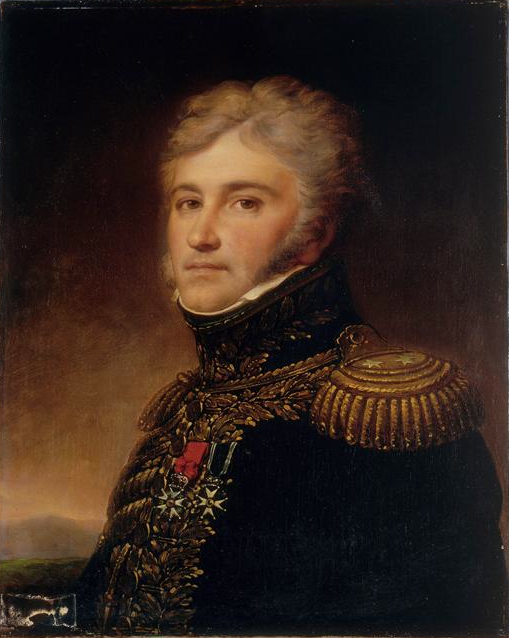
Портрет генерала дивизионного генерала Луи Лепика
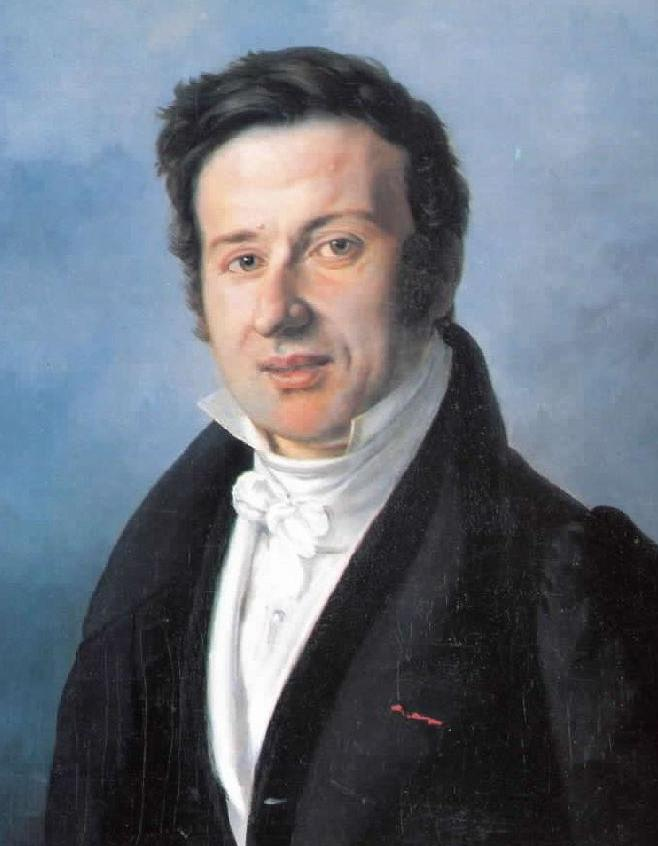
Портрет натуралиста Рене Лессона, описавшего Новокаледонского ворона